# William Howley
William Howley (Ropley, Hampshire, 12 februari 1766 - Lambeth, Surrey, 11 februari 1848) was een Anglicaans geestelijke die van 1828 tot 1848 aartsbisschop van Canterbury was.

## Biografie
Zijn vader was een anglicaans predikant. Hij bezocht Winchester College in de gelijknamige stad en studeerde aan New College, Oxford (1783-). In 1792 werd hij kapelaan van de markies van Abercorn. In 1804 werd hij kanunnik van Christ Church, Oxford. In 1809 werd hij benoemd tot hoogleraar in de Godgeleerdheid aan de Universiteit van Oxford. In oktober 1813 werd hij tot bisschop van Londen gewijd. Hij bleef bisschop van Londen tot 1828, toen hij aartsbisschop van Canterbury werd.
William Howley behoorde tot de High Churchmen: geestelijken die veel waarde hechten aan liturgie, de klassieke theologie en de katholieke dogma's. Desalniettemin was hij een vurig bestrijder van de Rooms-Katholieke Kerk en een fel tegenstander van de emancipatie van katholieken in het Verenigd Koninkrijk. Hij was gekant tegen de wet (1828) die de (protestantse) non-conformisten gelijke rechten toekende en de wet die katholieken gelijke rechten toekende (1829). Daarenboven stemde hij (als lid van het House of Lords) tegen de Great Reform Act (1832), een wet die het kiesrecht verruimde. Vanwege zijn verzet tegen de kiesrechthervorming werd zijn koets in Canterbury belaagd door een woedende menigte.
In 1831 kroonde Howley in zijn functie als aartsbisschop koning Willem IV en diens echtgenote koningin Adelheid. Howley en koning Willem IV blokkeerden de benoeming van de liberale Connop Thirlwall als bisschop van Norwich. 
Met de markies van Conyngham, het hoofd van de hofhouding, ging aartsbisschop Howley op 20 juni 1837 naar prinses Victoria om haar bekend te maken dat zij vanaf dat moment koningin van het Verenigd Koninkrijk was.

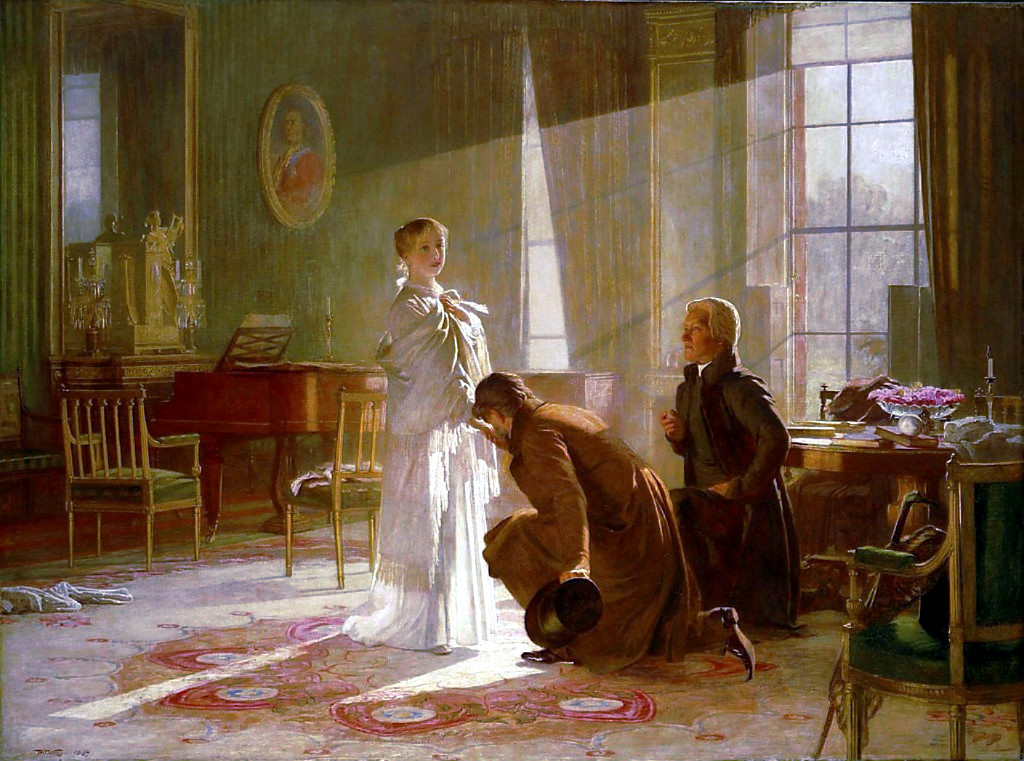
De aartsbisschop Howley (r.) en de markies van Conyngham (l.) stellen koningin Victoria op de hoogte van haar troonsbestijging (1837)

Tijdens zijn episcopaat werd Lambeth Palace volledig verbouwd.
Aartsbisschop Howley overleed op 11 februari 1848 en werd begraven op het kerkhof van de Church of Saint Mary the Blessed Virgin te Addington.

## Huwelijk en kinderen
William Howley was getrouwd (1805) met Mary Frances Belli. Uit dit huwelijk werden twee zonen en drie dochters geboren.